# Owca kameruńska

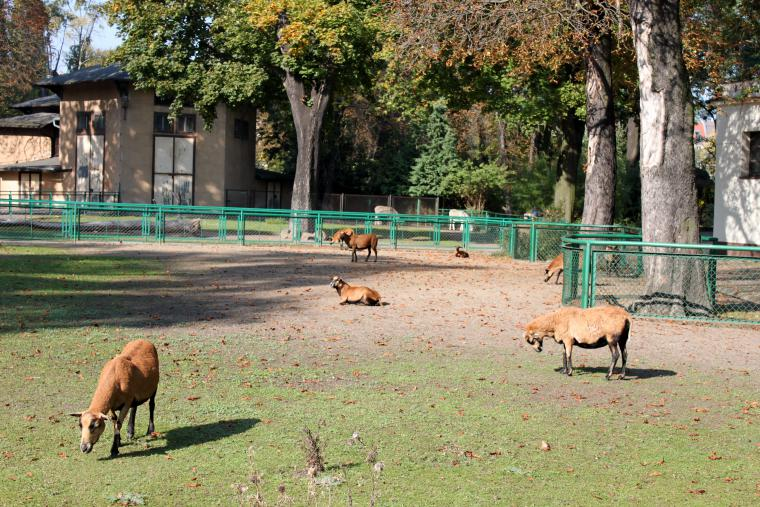
Stado owiec kameruńskich w Starym Zoo w Poznaniu

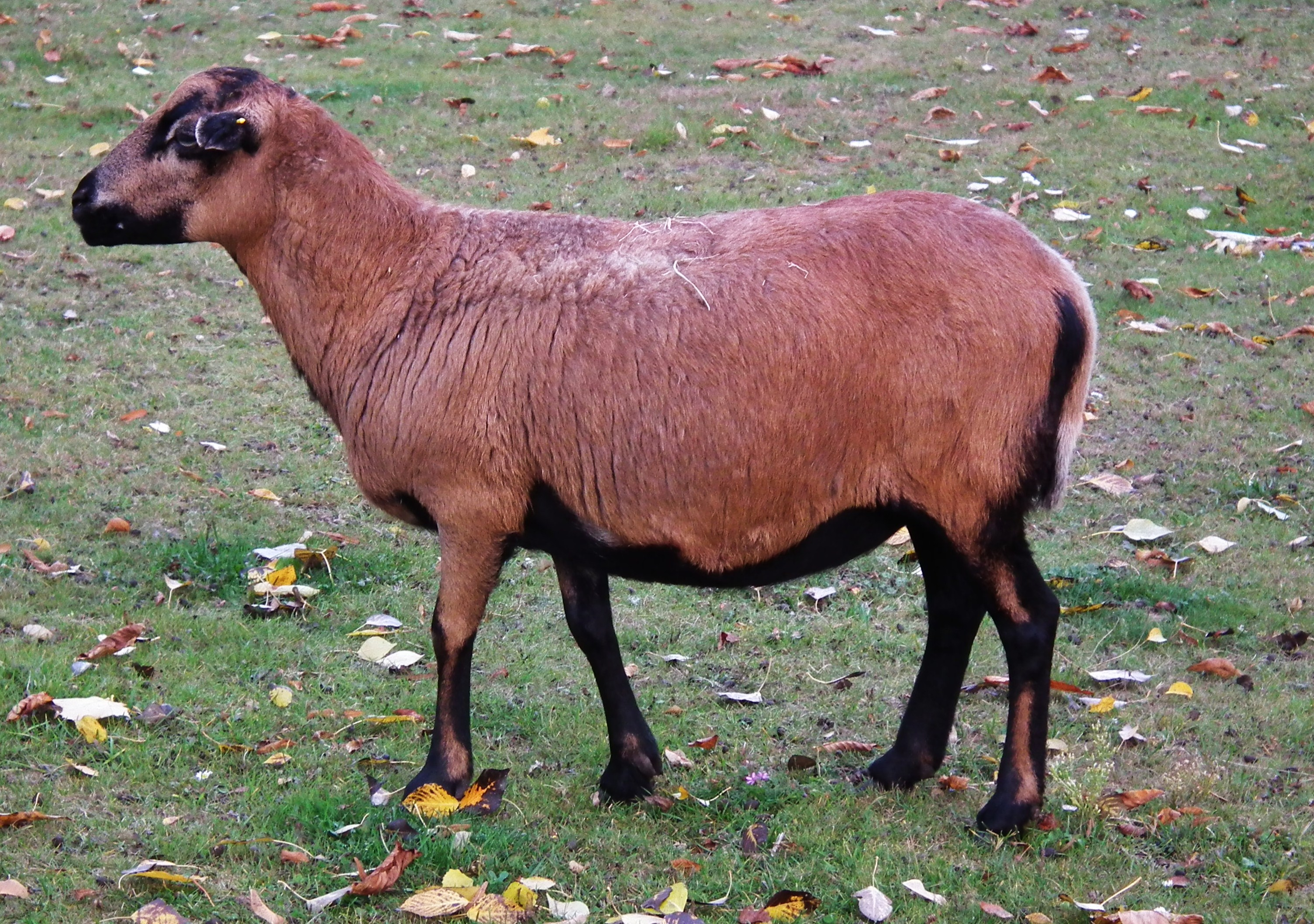
Pojedynczy osobnik

Owca kameruńska – rasa owiec, pochodząca z  zachodniej Afryki, głównie z Kamerunu i z Wybrzeża Kości Słoniowej.
Są niewysokie, mało wymagające, wytrzymałe i płodne. Tułów jest niski, żebra okrągłe, fundament drobny i suchy.  Nie wymagają strzyżenia bo są to owce szerstne, bez runa. Mają krótkie ogony i twarde racice.
Cechą tryka jest bujna grzywa na piersi, szyi i karku oraz szeroko rozstawione kryże (rogi). Szczątki rogów występujące czasem u maciorek oznaczają dyskwalifikację z hodowli.
Występują różne maści: Obok brązowej podpalanej, która jest jedyna prawidłowa z punktu widzenia zbieżności z wzorcem rasy, istnieje jeszcze brązowo-biała, czarna podpalana i całkiem czarna. Dla tych barw istnieją własne hodowle, specjalizujące się na tych również dekoracyjnych odmianach, lecz w krajach prowadzących księgi hodowlane, zwierzęta o odmiennym umaszczeniu nie są do nich dopuszczane.
Tryki powinny osiągać wagę 50–65 kg, przy wysokości 60–70 cm w kłębie. Matki powinny ważyć 35–50 kg, wzrost powinien wynosić 58–65 cm, lecz wskutek chowu wsobnego i braku selekcji większość owiec kameruńskich w Polsce nie osiąga tych wymiarów.
Płodność matek leży między 200–300%, to oznacza że rodzą 2–3 jagniąt w ciągu roku.
Owce kameruńskie są mało wymagające i łatwe w utrzymaniu. Wymagają ochrony przed deszczem, dobrego siana, stałego dostępu do wody i lizawki. Nadają się do hodowli ekstensywnej, bo ilość ich mleka i przyrost mięsa jest mniejsza niż u ras w hodowli intensywnej.
Często używane są do wypasania na nieużytkach. Lubią urozmaicenie swojego pokarmu w postaci gałęzi świerka, dębu czy wierzby. Nie potrzebują paszy wysokoenergetycznej, chyba że maciorki są intensywnie eksploatowane.
Mimo że jest to rasa mało wymagająca należy zadbać o podstawową opiekę zdrowia. Do tego się zalicza regularną kontrole racic oraz zębów. Nieuniknione też jest stosowne odrobaczenie przeciw nicieniom i tasiemcom oraz konsultacja lekarza weterynarii w przypadku choroby. Nazywanie i traktowanie owiec kameruńskich "żywymi kosiarkami do trawy" jak są często mianowane świadczy o braku zrozumienia potrzeb żywego zwierzęcia.
Mięso tego gatunku owiec jest smaczne, ciemne w kolorze, przypominające dziczyznę. Brak mu przykrego zapachu typowego dla baraniny pozyskiwanego z innych ras.
W kwestiach charakteru, rasa owcy kameruńskiej różni się zdecydowanie od typowej owcy domowej.
Typowa cecha owiec kameruńskich jest ich płochliwość. W przypadku niebezpieczeństwa przeskakują z łatwością ogrodzenia do 120 cm wysokości. Obcym nie pozwalają się zbliżyć, przy czym zachowują znacznie większą odległość bezpieczną niż inne owce.
Przy wypasaniu przy pomocy psów pasterskich zganiających również sprawiają kłopoty ucieczkami w różne strony.

## Międzynarodowy dziennik stadny
Kongijsko-belgijski filantrop Jean Kiala zarządza międzynarodowym księgą stadną rasy (International Djallonké Studbook-IDS) za pośrednictwem afrykańskiego klubu afrykańskich hodowców ozdobnych (AOBA). Zarówno zwierzęta z Ameryki Północnej, jak i Europy można włączyć do księgi stadnej z inspekcją.